# Fisher FP-202
Die FP-202 Koala ist ein einsitziges Ultraleichtflugzeug des kanadischen Herstellers Fisher Flying Products, das ausschließlich als Bausatz vertrieben wird.

## Konstruktion

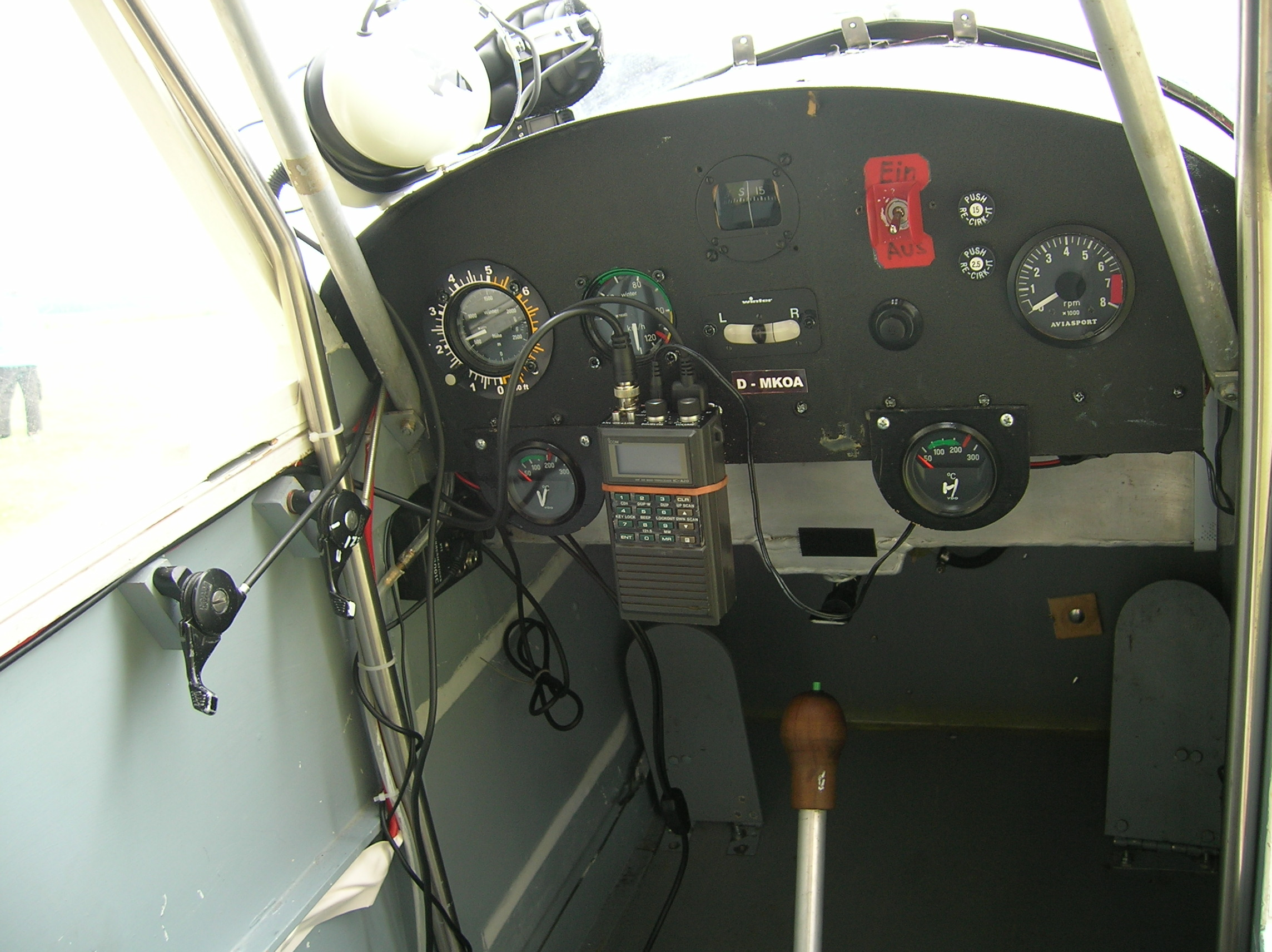
Das Cockpit einer FP-202

Da der Koala für den Eigenbau entwickelt wurde, ist die gesamte Konstruktion sehr einfach gehalten: Die FP-202 ist ein abgestrebter Schulterdecker mit Spornradfahrwerk, der komplett in Holzbauweise verarbeitet ist. Das lenkbare Spornrad ist an die Pedale des Seitenruders gekoppelt. Aufgrund der geringen Fluggeschwindigkeiten (Mindestgeschwindigkeit 45 km/h) wird standardmäßig auf Bremsen verzichtet. Allerdings kann das Hauptfahrwerk optional gegen eine mit links und rechts getrennt benutzbaren Bremsen versehene Version ausgetauscht werden.
An den Tragflächen sind weder Auftriebshilfen noch Bremsklappen angebracht, der Gleitwinkel wird beim Landeanflug also vorwiegend durch die Motorleistung geregelt.
Die Seitenfenster können auch während des Fluges geöffnet und an den Tragflächen verriegelt werden.

## Technische Daten

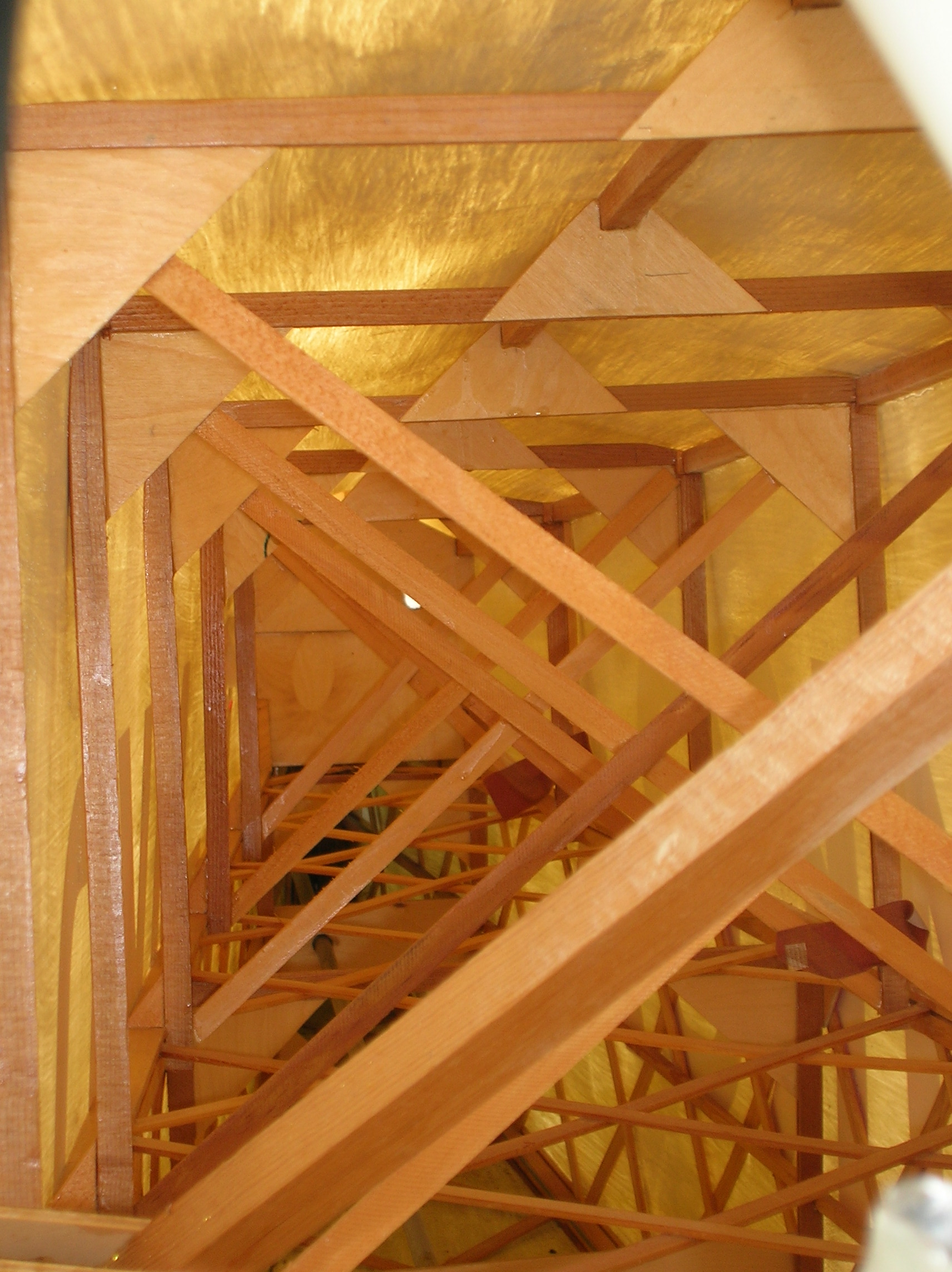
Innenansicht des Rumpfes einer FP-202

| Kenngröße              | Daten                                                          |
| ---------------------- | -------------------------------------------------------------- |
| Besatzung              | 1                                                              |
| Passagiere             | 0                                                              |
| Länge                  | 5,41 m                                                         |
| Spannweite             | 9,09 m                                                         |
| Flügelfläche           | 11,15 m²                                                       |
| Leermasse              | 113 kg                                                         |
| max. Startmasse        | 250 kg                                                         |
| Manövergeschwindigkeit | 100 km/h                                                       |
| Höchstgeschwindigkeit  | 120 km/h                                                       |
| Mindestgeschwindigkeit | 45 km/h                                                        |
| Gleitzahl              | 9 bei 64 km/h                                                  |
| Triebwerke             | Rotax 377, Rotax 447, Hirth F263, Hirth F2702 oder Hirth F2704 |